# Dương Thu Hương
Dương Thu Hương (nabij Thái Bình, 1947) is een Vietnamees schrijfster van theaterstukken, verhalen en romans.

## Levensloop
Terwijl ze tijdens de Vietnamoorlog meestreed voor de bevrijding van haar land, werd ze erna vanwege kritiek op de Communistische Partij van Vietnam door de partij verstoten.
In haar standpunten neemt ze een humanistisch standpunt in en is ze een pleitbezorger voor de naleving van de rechten van de mens. Haar theaterstukken, verhalen en romans zijn in Vietnam verboden. Voor haar publicatieverbod werd ze in eigen land niettemin veel gelezen.
Vanwege haar kritiek op de regering en het systeem werd ze in 1991 veroordeeld tot zeven maanden gevangenisstraf. Volgens de officiële aanklacht zou ze staatsgeheimen hebben verraden, waarmee verwezen werd naar de publicatie van haar romans in het buitenland. Tot 2007 mocht ze het land niet verlaten. Daarna vertrok ze in ballingschap naar Frankrijk.

## Erkenning
- 1991: Prix Femina voor de beste buitenlandse roman (Les paradis aveugles)
- 1991: Literatuurprijs van de UNESCO
- 1994: Ridder in de Orde van Kunst en Letteren, Frankrijk
- 1996: Prix Femina voor de beste buitenlandse roman (Au-delà des illusions)
- 1997: International IMPAC Dublin Literary Award (Roman sans titre)
- 2001: Prins Claus Prijs
- 2005 :Premio Grinzane Cavour, Italië, Literatuurprijs (Au-delà des illusions)
- 2006: Prix Femina voor de beste buitenlandse roman (Terre des oublis)
- 2007: Grote Lezersprijs van het magazine Elle (Terre des oublis)
- 2009: Prix Laure Bataillon voor het beste in het Frans vertaalde werk (Au zénith)